# Геоли, Людмила Филипповна
Людмила Филипповна Геоли (22 декабря 1907 — 30 августа 1990) — советская артистка театра им. Немировича-Данченко, затем артистка Московского театра оперетты, затем артистка Мосэстрады. Выступала с концертами от ВГКО (Всероссийское гастрольно-концертное объединение).
Записи на граммофонные пластинки в 1930-40 гг.
Репертуар: цикл песен Беранже, цикл песен народов Америки, арии из классических оперетт, а также песни советских композиторов.
В конце 1930-х гг. — участница ежегодных новогодних радиоконцертов.
В годы Великой Отечественной войны давала концерты в частях Красной Армии, была первой исполнительницей популярной в военные годы песни «Морячка» (Л.Бакалов, М. Исаковский).
В статье И. Чекина «Эстрада сегодня» в журнале «Советское искусство» от 11 апреля 1947 года имя Геоли упоминается в одном абзаце с именами Леонида Утёсова и Клавдии Шульженко.
Похоронена в Москве, на Калитниковском кладбище.